# Carl von Gochnat
Carl von Gochnat (* im 18. oder 19. Jahrhundert in Österreich; † im 19. Jahrhundert in Österreich) war ein niederösterreichischer Beamter und Herausgeber mehrerer Schriften und Schematismen über die Verwaltung Niederösterreichs.
Über sein Leben ist wenig bekannt. Er war Kreisamtsprotokollist im Viertel unter dem Manhartsberg und danach um 1850 Sekretär in der Bezirkshauptmannschaft Oberhollabrunn. Später leitete er die Expositur in Retz und zuletzt arbeitete er als Kreissekretär im Viertel unter dem Manhartsberg. Seinen Ruhestand verbrachte er in Stein an der Donau.
Er erlebte die Zeit des Vormärz und der Revolution von 1848/1849 im Kaisertum Österreich als landesfürstlicher Beamter und gab während dieser Zeit mehrere Amtsbehelfe heraus. Seine Veröffentlichungen gelten als einzigartige Dokumente des Niedergangs des Feudalismus und Festigung des Berufsbeamtentums. Sie bieten sowohl Einblicke in die herrschaftliche Verwaltungskanzleien als auch in die neu entstandenen Gemeindeverwaltungen und Bezirksämter, in deren Aufsichtsbehörde er arbeitete.

## Werke
- Niederösterreichischer Dominien-Schematismus. Ein Handbuch des ganzen Personalstandes von den sämmtlichen Dominien in Oesterreich unter der Enns. Verlag der Mechitaristen, Wien 1834 (eingeschränkte Vorschau in der Google-Buchsuche). Aktualisierte Ausgaben 1836, 1842, 1844, 1848.
- General-Index über die von dem k.k. n.ö. Kreisamte V. U. M. B. vom Jahre 1803 bis incl. 1832 bekanntgemachten Normal-Verordnungen. Verlag der Mechitaristen, Wien 1833.
- Generalindex zum allgemeinen Reichs-Gesetz- und Regierungsblatt für das Triennium 1849 bis incl. 1851, und zu Tendler's Ausgabe der Reichsgesetze vom 1. bis incl. 18. Band. Verlag Tendler, Wien 1852 (eingeschränkte Vorschau in der Google-Buchsuche).
- Repertorium sämmtlicher vom Jahre 1800 bis einschließlich 1845 für Nieder-Oesterreich erlassenen politischen und Justiz-Gesetze und Verordnungen. 4 Bände, Schmidbauer, Wien 1846–1848 (Erster Band: A–G in der Google-Buchsuche).
- Handbuch der politischen, Polizei-, Justiz- und Steuergesetze und Verordnungen für die politisch-administrativen Behörden und Gemeindeämter im österreichischen Kaiserstaate. 3 Bände. Selbstverlag, Druck von Max Pammer, Krems 1862 (Erster Band: A–K, III. Band: S–Z).
- Beamten-Schematismus für das Kronland Nieder-Österreich. Tendler, Wien 1850 (eingeschränkte Vorschau in der Google-Buchsuche).